# American Heart Journal
Das American Heart Journal, abgekürzt als Am. Heart J., ist eine wissenschaftliche Fachzeitschrift, die vom Elsevier-Verlag veröffentlicht wird. Die erste Ausgabe erschien 1925. Derzeit erscheint die Zeitschrift monatlich. Es werden experimentelle und klinische Original- und Übersichtsarbeiten aus allen Bereichen der Kardiologie veröffentlicht.
Der Impact Factor lag im Jahr 2014 bei 4,463. Nach der Statistik des ISI Web of Knowledge wird das Journal mit diesem Impact Factor in der Kategorie Herz-Kreislauf-System an 24. Stelle von 123 Zeitschriften geführt.
Chefherausgeber ist Daniel Mark.